# Red Bull RB11
A Red Bull RB11 egy Formula–1-es versenyautó, mely a 2015-ös Formula–1 világbajnokság során volt a Red Bull Racing csapat autója. Pilótái  Daniel Ricciardo és Danyiil Kvjat voltak.

## Áttekintés
Ez volt a csapat utolsó autója, amelyik a Renault motorjait használta (legalábbis ezen a néven), illetve ugyancsak utoljára volt a csapat névadó szponzora az Infiniti. A szezon eleji teszteken, hogy minél több részletet elrejtsenek a riválisok elől, egy speciális, kék alapon fehér csíkos festést használtak.
A Red Bull dominálta a 2010-es évek elejét, a 2014-es szezon viszont egy jelentős visszaeséssel kezdődött, de még így is biztató volt a teljesítményük. Ehhez képest a 2015-ös szezon rosszul sikerült. Az RB11-esből hiányzott a motorerő és a megbízhatóság, ami a Renault hibája volt. Nemcsak hogy a Mercedes csapatával nem tudtak csatázni, de még a Ferrari és a Williams is megelőzte őket. 2008 óta először győzelem nélkül zárták az évet, legjobb eredményük két második hely volt.
A motorgondok rettenesesen megnehezítették a csapat életét. Az első négy versenyen mindössze 23 pontot gyűjtöttek, ráadásul Ricciardo a spanyol nagydíjnak már úgy futott neki, hogy a negyedik motort kellett használnia, miközben a szabályok büntetés nélkül ennyit engedtek meg az évben. A Red Bull becsmérelni kezdte a Renault-t, amely pedig a Formula–1-ből való kivonulással kezdett el fenyegetőzni, amennyiben nem hagyják abba a rágalmakat. A csapat ebben az évben azokon a pályákon teljesített jobban, ahol nem a nyers erő, hanem az aerodinamika számított jobban, e tekintetben ugyanis a kasztni remek volt.

## Eredmények
(félkövérrel jelezve a pole pozíció, dőlt betűvel a leggyorsabb kör)
| Év   | Csapat                   | Motor                  | Gumik | Pilóták          | Futamok | Futamok | Futamok | Futamok | Futamok | Futamok | Futamok | Futamok | Futamok | Futamok | Futamok | Futamok | Futamok | Futamok | Futamok | Futamok | Futamok | Futamok | Futamok | Pontok | Helyezés |
| Év   | Csapat                   | Motor                  | Gumik | Pilóták          | AUS     | MAL     | CHN     | BHR     | ESP     | MON     | CAN     | AUT     | GBR     | HUN     | BEL     | ITA     | SIN     | JPN     | RUS     | USA     | MEX     | BRA     | ABU     | Pontok | Helyezés |
| ---- | ------------------------ | ---------------------- | ----- | ---------------- | ------- | ------- | ------- | ------- | ------- | ------- | ------- | ------- | ------- | ------- | ------- | ------- | ------- | ------- | ------- | ------- | ------- | ------- | ------- | ------ | -------- |
| 2015 | Infiniti Red Bull Racing | Renault Energy F1-2015 | P     | Daniel Ricciardo | 6       | 10      | 9       | 6       | 7       | 5       | 13      | 10      | KI      | 3       | KI      | 8       | 2       | 15      | 15†     | 10      | 5       | 11      | 6       | 187    | 4.       |
| 2015 | Infiniti Red Bull Racing | Renault Energy F1-2015 | P     | Daniil Kvyat     | NI      | 9       | KI      | 9       | 10      | 4       | 9       | 12      | 6       | 2       | 4       | 10      | 6       | 13      | 5       | KI      | 4       | 7       | 10      | 187    | 4.       |

† Nem fejezte be a versenyt, de mivel megtette a táv 90 százalékát, ezért rangsorolták.